# Agobardus prominens
Agobardus prominens là một loài nhện trong họ Salticidae.
Loài này thuộc chi Agobardus. Agobardus prominens được Elizabeth Bangs Bryant miêu tả năm 1940.